# Salomon (roi de Hongrie)
Pour les articles homonymes, voir Salomon.
Salomon Árpád, né en 1052, tué en 1087 dans les Balkans, fils d'André Ier le Catholique et d'Anastasia de Kiev. Il est roi de Hongrie de 1063 à 1074 (couronné deux fois, en 1057 et 1063).

## Biographie
À la mort de Béla Ier, Salomon, déjà couronné encore enfant en 1057 par son père André Ier, est reconnu roi à l'âge de onze ans et couronné à nouveau.
Les tensions avec son cousin Géza l'oblige à faire appel à l'Allemagne alors que celui-ci demande de l'aide à la Pologne. Mais la situation ne dégénère pas davantage et la guerre n'est pas déclarée. Le 20 janvier 1064, Salomon et Géza concluent un traité à Rába (auj. Győr), reconnaissant la souveraineté de Salomon sur la Hongrie et celle de Géza sur son territoire.
Six ans plus tard, de nouveaux conflits reprennent entre Salomon et les ducs Géza et Ladislas Ier (frère de celui-ci), conflits qui se terminent le 14 mars 1074 par la défaite de Salomon à la bataille de Mogyoród. Cette défaite s'explique par le fait que le duc Géza Ier reçoit l'appui de son beau-frère le duc Othon d'Olomouc, alors que Salomon est abandonné par l'empereur Henri IV. Géza devient roi de Hongrie.
Henri IV intervient néanmoins en sa faveur à la fin de 1074 et son armée d'avance jusqu'à Vác mais l'offensive allemande doit s'arrêter et Salomon doit se contenter d'un domaine réduit entre Moson et Pozsony où il réside jusqu'en 1081.
L'ex-roi Salomon conspire de nouveau contre son cousin Ladislas Ier devenu roi en 1077 après la mort de Géza Ier mais il est interné dans une tour à Visegrád. Libéré en 1083, il retourne voir son épouse Judith de Franconie qui réside à en Allemagne à Ratisbonne, mais elle refuse de le recevoir. Salomon tente une nouvelle fois d'entrer en Hongrie avec, semble-t-il, l'aide des Petchénègues et peut-être des Iasses et des Valaques de Moldavie, mais il est défait. En 1087 il monte une nouvelle expédition avec des mercenaires Pétchénègues (sous les ordres d'un chef nommé Tselgu) contre l'Empire byzantin, mais est surpris par l'armée byzantine qui met son armée en fuite : Salomon et Tselgu sont tués au combat. Sa mort est relevée en 1087 par les analystes. Il aurait été inhumé à Pula sur l'Adriatique.

## Union et postérité
En 1063, Salomon épouse Judith de Franconie, fille de l'empereur Henri III le Noir, dont il a une fille, Zsófia (morte vers 1110), épouse de Poppo comte, seigneur de Roggenstein (11 août 1110).

## Sources
- Notices dans des dictionnaires ou encyclopédies généralistes :   - Biographisches Lexikon zur Geschichte Südosteuropas
  - Deutsche Biographie
  - Enciclopedia De Agostini
  - Hrvatska Enciklopedija
- Notices d'autorité :   - VIAF
  - ISNI
  - LCCN
  - GND
  - Pologne
  - WorldCat
- Gyula Kristo, Histoire de la Hongrie médiévale, tome I, Le Temps des Arpads, Presses universitaires de Rennes (2000)  (ISBN 2-86847-533-7).
- Miklós Molnár Histoire de la Hongrie, Tempus Perrin (1er septembre 2004)  (ISBN 2262022380).
- Joseph Calmette Histoire de l'Empire Allemand au Moyen Âge Payot Paris (1951).